# Death or Glory (Running Wild)
Death or Glory è il quinto album in studio registrato e pubblicato nel 1989 dalla band heavy metal tedesca Running Wild.
Il disco è l'ultimo con Majk Moti alla chitarra.

## Tracce
1. Riding the Storm (R. Kasparek) – 6:28
2. Renegade (R. Kasparek/I. Finlay) – 4:29
3. Evilution (R. Kasparek/J. Becker/I. Finlay) – 4:43
4. Running Blood (R. Kasparek) – 4:29
5. Highland Glory (The Eternal Fight) (J. Becker/I. Finlay) – 4:51
6. Marooned (R. Kasparek/I. Finlay) – 5:12
7. Bad to the Bone (R. Kasparek/I. Finlay) – 4:46
8. Tortuga Bay (R. Kasparek/I. Finlay) – 3:16
9. Death or Glory (M. Moti/I. Finlay) – 3:56
10. Battle of Waterloo (R. Kasparek) – 7:48
11. March On (M. Moti) – 4:15
12. Wild Animal (R. Kasparek) – 4:11
13. Tear Down the Walls (R. Kasparek/M. Moti) – 4:17
14. Störtebeker (M. Moti/R. Kasparek) – 4:04
15. Chains and Leather (R. Kasparek) – 5:45

### Le bonus track
La traccia 11 è una bonus track della prima edizione in CD.

Le tracce dalla 12 alla 15 sono bonus tracks aggiunte sulle ristampe del 1999 e del 2007 e provengono dall'EP Wild Animal.

## Formazione
- Rolf Kasparek - voce, chitarra
- Majk Moti - chitarra
- Jens Becker - basso
- Iain Finlay - batteria